# Rasputina
I Rasputina sono un gruppo musicale alternative rock statunitense fondato a Brooklyn, New York, nel 1992

## Storia
Nel 1992 Melora Creager, violoncellista nota per aver suonato in alcuni live dei Nirvana, pubblica un annuncio per formare una band di violoncelli. La violoncellista Julia Kent rispose e così formarono la Traveling Ladies' Cello Society.
Creager scrive tutti i testi delle canzoni, esegue cover e la maggioranza dei vocalizzi e ha realizzato la maggioranza del materiale artistico della band, dalle copertine al sito web.
Nonostante il gruppo fosse ben conosciuto a livello locale e popolare tra il pubblico, il suo genere non rientrava in nessuna categoria precisa. Per questo la band è stata ignorata fino al momento in cui Jimmy Boyle li vide ad un concerto e propose loro di firmare un contratto discografico per la Columbia Records. Nel 1996 pubblicarono il loro primo album Thanks for the Ether e in seguito andarono in tour con band quali Bob Mould, Porno for Pyros e Marilyn Manson. Nel 1997 Transylvanian Regurgitations, una canzone remixata da Marilyn Manson, venne pubblicata.
Il secondo album How We Quit the Forest i Rasputina scritturarono Chris Vrenna (componente del gruppo Nine Inch Nails) come batterista e produttore, influenzandoli e incoraggiandoli nello sperimentare distorsioni musicali. Utilizzò una batteria elettronica e altri effetti al fine di elettrizzare il ritmo.
Creager e Kent, finito il tour e la registrazione dell'album, decisero di variare i componenti della band. Lisa Haney suonò per un paio d'anni (prima della firma del gruppo con la Columbia Records). Carpella Parvo compare come terzo violoncellista nell'album Thanks for the Ether, ma di fatto non è mai esistito (il nome sarebbe stato composto con un gioco di parole ispirato al tunnel carpale che ha afflitto il gruppo durante una lunga sessione di prove). Agnieszka Rybska suonò How We Quit the Forest e compare nei ringraziamenti speciali dell'album Thanks for the Ether.
Nel 1998, Rybska rimase incinta e lasciò temporaneamente la band. Il batterista Perry James andò in tour con la band nel 1998-1999.
Tutti i membri condividono la passione per l'epoca Vittoriana ed esprimono ciò nelle foto, nei costumi e nei concerti.

## Formazione

### Formazione attuale
- Melora Creager è una disegnatrice di gioielli. Suona il violoncello dall'età di nove anni e mantiene i contatti con un anziano signore di Boston, suo maestro. Creager nacque nel Kansas ma si trasferì a New York nel 1984 dove frequentò il Parsons, un college artistico. Melora ha suonato con varie band inclusi gli Ultra Vivid Scene, Nirvana, Screaming Trees, Pixies, Belle & Sebastian and Babe The Blue Ox.
- Jonathon Tebeest è cresciuto nel Midwest e ora vive nel Minnesota dopo un breve periodo a New York. Grande appassionato di musica, ha iniziato a suonare la batteria a 3 anni. A 19 iniziò a girare e a suonare con varie band. Suonò anche piano, chitarra e basso. Jonathon inizia la sua carriera professionale con la festa tra band, 3 Minute Hero nel suo Minnesota. Jonathon entra nel gruppo di Melora Creager (i Rasputina). Compare in cinque album compreso l'ultimo Oh, Perilous World!. Ha girato il mondo in tour con i Rasputina. In passato ha collaborato con le band New Professionals, Mink, Gravity, THIS, Strangelove, Goodfinger e Dirty Excuse. Jonathon è un cantautore e ha fondato un gruppo per conto suo.

### Ex componenti e turnisti
- Zoë Keating ha iniziato a suonare il violoncello all'età di nove anni. È cresciuta in Canada e presenzia al Sarah Lawrence College a New York. Oltre alla collaborazione con i Rasputina, Zoe è anche solista e compositrice. Ha scritto due album, un CD chiamato One Cello x 16: Natoma, e un EP intitolato One Cello × 16. Ha composto dei brani per il documentario Frozen Angels, premiato nel 2005 Sundance Film Festival.[1] Zoe è anche architetto informativo e ha lavorato a progetti come il Research Libraries Group e il Database of Recorded American Music.
- Julia Kent è una musicista canadese meglio conosciuta come il membro fondatore dei Rasputina. Ha cominciato a suonare il violoncello all'età di sei anni. Lei ha lasciato i Rasputina nel 1999 e ha suonato il violoncello con molti gruppi da allora, incluso il gruppo rock goth/surf, Bela. Ha anche suonato con i Black Tape for a Blue Girl, e Joe Gallant's Illuminati. Con Illuminati, è apparsa nell'album Terrapin, Live Vol. 2, and Shadowhead. Ora lei è la violoncellista principale della band Antony and the Johnsons e ha partecipato negli album Delerium, Rachael Sage, e Sheryl Crow. Ora ha un CD per suo conto, un misto di brani al violoncello intitolato "Delay".
- Kris Cowperthwaite militò nel gruppo dal 1999 al 2002.
- Serena Jost fece parte del gruppo prima che questo fosse messo sotto contratto dalla Columbia Records.
- Carpella Parvo suonò nella band dal 1996.
- Sarah Bowman

## Discografia

### Album
- Thanks for the Ether - Columbia Records, 1996
- How We Quit the Forest - Columbia Records, 1998
- Cabin Fever - Instinct Records, 2002
- Frustration Plantation - Instinct Records, 2004
- Oh Perilous World - Filthy Bonnet Co., 2007
- Sister Kinderhook - Filthy Bonnet Co., 2010
- Great American Gingerbread - Filthy Bonnet Recording Co., 2011

### Singoli e EP
- The Olde HeadBoard - Columbia Records, 1998
- The Lost & Found (1ª Edizione) - RPM Records, 2001
- My Fever Broke - Instinct Records, 2002
- The Lost and Found, 2ª Edizione - Instinct Records, 2003
- Transylvanian Regurgitations - Columbia Records, 1997

### Promozionali
- Transylvanian Concubine/The Vaulted Eel, Lesson #6 - Oculus Records 1993
- Three (3) - (promo), 1994
- Three Lil' Nothin's - (promo), 1996
- Transylvanian Regurgitations - Columbia Records, 1997

### Vari
- "Transylvanian Concubine" nella colonna sonora del telefilm Buffy the Vampire Slayer: The Album.
- "Transylvanian Concubine" su The Black Bible, una compilation di quattro dischi pubblicata dalla Cleopatra Records. (27 ottobre, 1998)
- Our Lies - 2001
- "Hunter's Kiss" nella compilation 12 Tales - 2002
- "Coraline" nel Neil Gaiman tribute album Where's Neil When You Need Him? Dancing Ferret - 2006
- "A Skeleton Bang" nell'album di beneficenza Colours Are Brighter - 2006